# Sylvain Despretz
Pour les articles homonymes, voir Despretz.
Sylvain Despretz est un réalisateur, et un dessinateur de storyboard, un concepteur artistique, et acteur de doublage français. Il est notamment connu pour son travail en tant que dessinateur de storyboard pour le film Gladiator réalisé par Ridley Scott. Il a également travaillé pour d'autres films tels que La Planète des singes réalisé par Tim Burton, Harry Potter et la Coupe de feu réalisé par Mike Newell ou encore Tron : L'Héritage de Joseph Kosinski.

## Biographie
Sylvain Despretz est un réalisateur, et un dessinateur de storyboard français qui a essentiellement travaillé à Hollywood. Il est connu pour son travail pour Gladiator réalisé par Ridley Scott.
Il a aussi travaillé avec Stanley Kubrick, Tim Burton et Jean-Pierre Jeunet.
En 2018, Sylvain Despretz démarre la réalisation d'un long métrage sur le groupe de Jazz Fusion Brand X, dont Phil Collins fut le batteur.

## Filmographie

### Réalisateur
- 2023 : Brand X: The Desert Years[1]

### Dessinateur de storyboard
- 1999 : Eyes Wide Shut de Stanley Kubrick[4]
- 2000 : Gladiator de Ridley Scott[4]
- 2000 : Supernova de Walter Hill[5]
- 2001 : La Planète des singes de Tim Burton[4]
- 2002 : La Chute du faucon noir réalisé par Ridley Scott[4]
- 2002 : Panic Room de David Fincher[4]
- 2003 : The Fountain de Darren Aronofsky[4]
- 2005 : Harry Potter et la Coupe de feu de Mike Newell[4]
- 2006 : Mission impossible 3 de J. J. Abrams[6]
- 2009 : Terminator Renaissance (avec Ted Slampyak et Dan Sweetman) de McG[7]
- 2010 : Tron : L'Héritage de Joseph Kosinski[4]
- 2016 : Golem, le tueur de Londres de Juan Carlos Medina
- 2023 : Le Règne animal de Thomas Cailley

### Concepteur artistique
- 2017 : Valérian et la Cité des mille planètes[8]

### Acteur de doublage
- Apollinaire, 13 films-poèmes (animation)[9]

## Récompenses et titres honorifiques
En 2021, Sylvain Despretz a été décoré du grade de Chevalier de l'Ordre National du Mérite, pour sa contribution à la culture et à la réputation de la France à l'étranger, par le Président de la République.

## Exposition
- 2010 : Dessins pour Hollywood à la galerie Arludik, Paris[11]

## Publications et ouvrages
(décembre 2021).
- Los ángeles (version française)[12], 2020, éditions Caurette, 420 p.,  (ISBN 9791096315703), ouvrage sur l'œuvre dessinée de Sylvain Despretz
- Los ángeles (version anglaise)[12], 2020, éditions Caurette, 420 p.,  (ISBN 9791096315765), ouvrage sur l'œuvre dessinée de Sylvain Despretz
- Midnight Show, éditions Caurette, 2020, 90 p.,  (ISBN 9791096315796), ouvrage qui présente 80 illustrations ne pouvant être incluses dans Los ángeles